# Malamore (film 2025)
Malamore è un film del 2025 diretto da Francesca Schirru alla sua opera prima.

## Trama
Mary, dopo aver conosciuto Giulio, un nuovo insegnante di equitazione, trova la forza di lasciare porre fine alla relazione tossica con Nunzio, il quale reagisce con gelosia e desiderio di vendetta.

## Distribuzione
Il film è stato distribuito nelle sale cinematografiche italiane l'8 maggio 2025.